# Suore dell'unione cristiana di Saint-Chaumond
Le Suore dell'Unione Cristiana di Saint-Chaumond (in francese Sœurs de l'Union Chrétienne de Saint-Chaumond) sono un istituto religioso femminile di diritto pontificio: le suore di questa congregazione pospongono al loro nome la sigla U.X.S.C.

## Storia
La congregazione fu fondata il 17 ottobre 1652 a Parigi dalla vedova Marie Lumague de Pollalion. La fondatrice e le sue compagne decisero di mettersi più strettamente al servizio della Chiesa aderendo alla "regola di unione" di san Vincenzo de' Paoli e di lavorare per il ritorno all'unità cattolica dei protestanti nelle regioni della Francia dove questi erano maggiormente radicati (Metz, Sedan).
La comunità fu approvata il 15 maggio 1668 dal cardinale Luigi di Vendôme, legato a latere di papa Clemente IX, e fu riconosciuta civilmente da Luigi XIV con lettere patenti del 13 febbraio 1673.
Nel 1683 la superiora generale fissò la sua residenza nell'Hôtel de Saint-Chaumond a Parigi.
Alla vigilia della Rivoluzione la congregazione contava oltre venti sedi in numerose città della Francia, ma l'istituto fu sconvolto dai successivi rivolgimenti politici: la congregazione fu ricostituita nel 1802 a Poitiers da alcune religiose provenienti anche dagli ex conventi di Alençon, Angoulême, Luçon e Parthenay.
Le suore dell'Unione Cristiana conobbero un notevole sviluppo sotto la guida di Cécile Devriese, eletta superiora generale nel 1929 e ritenuta la seconda fondatrice della congregazione.
L'approvazione pontificia fu confermata con decreto della Congregazione per i Religiosi del 12 luglio 1984.

## Attività e diffusione
Le suore si dedicano prevalentemente all'insegnamento e all'assistenza all'infanzia e alla gioventù.
Oltre che in Francia, sono presenti in Portogallo, Spagna e Stati Uniti d'America; la sede generalizia è a Poitiers.
Alla fine del 2008 la congregazione contava 66 religiose in 11 case.